# Biathlon na Zimowej Uniwersjadzie 2015 – sztafeta mieszana
Biathlonowa sztafeta mieszana na Zimowej Uniwersjadzie odbyła się 30 stycznia na kompleksie biathlonowym Národné Biatlonové Centrum w słowackim Osrblie.
Mistrzem na tym dystansie została Rosja. Srebrny medal zdobył Kazachstan, a na trzecim stopniu podium uplasowała się Ukraina.

## Terminarz
| Data        | Konkurencja | Godzina rozpoczęcia |
| Data        | Konkurencja | Czas CET            |
| ----------- | ----------- | ------------------- |
| 30 stycznia | Finał       | 11:00               |

## Wyniki
| Miejsce | Bib | Państwo                                                                                      | Czas                                      | Kary                                    | Strata  |
| ------- | --- | -------------------------------------------------------------------------------------------- | ----------------------------------------- | --------------------------------------- | ------- |
| złoto   | 1   | Rosja · Kristina Smirnowa · Jewgienija Pawłowa · Wadim Filimonow · Jurij Szopin              | 1:36:38,4 22:50,7 24:08,2 24:50,5 24:49,0 | 0+2 0+4 0+1 0+1 0+0 0+0 0+1 0+2 0+0 0+1 | —       |
| srebro  | 9   | Kazachstan · Galina Wiszniewska · Anna Kistanowa · Maksim Braun · Wassilij Podkorytow        | 1:37:11,6 22:24,4 23:54,8 25:30,5 25:21,9 | 0+4 0+3 0+0 0+0 0+1 0+1 0+3 0+2 0+0 0+0 | +33,2   |
| brąz    | 2   | Ukraina · Julija Bryginiec · Iana Bondar · Rusłan Tkałenko · Dmytro Rusinow                  | 1:37:27,6 22:51,4 25:10,3 24:47,3 24:38,6 | 0+2 4+6 0+1 0+0 0+0 4+3 0+0 0+2 0+1 0+1 | +49,2   |
| 4       | 3   | Francja · Juliette Lazzarotto · Julie Cardon · Yohan Huillier · Vincent Mathieu              | 1:40:23,8 24:58,7 24:35,9 25:04,3 25:44,9 | 0+3 0+4 0+2 0+2 0+1 0+1 0+0 0+1 0+0 0+0 | +3:45,4 |
| 5       | 4   | Słowacja · Alžbeta Majdišová · Lucia Šimová · Michal Kubaliak · Michal Šima                  | 1:41:01,4 24:31,3 25:39,6 25:13,8 25:36,7 | 0+2 0+2 0+1 0+0 0+0 0+0 0+0 0+1 0+1 0+1 | +4:23,0 |
| 6       | 11  | Norwegia · Tonje Marie Skjeldstadås · Lene Berg Ålandsvik · Ole Martin Erdal · Håkon Svaland | 1:41:15,7 25:48,1 25:41,0 24:56,8 24:49,8 | 0+5 1+8 0+2 1+3 0+1 0+2 0+2 0+0 0+0 0+3 | +4:37,3 |
| 7       | 5   | Polska · Anna Mąka · Patrycja Hojnisz · Kamil Cymerman · Aleksander Piech                    | 1:44:34,2 24:25,3 24:48,9 27:20,6 28:19,4 | 0+4 0+7 0+0 0+2 0+1 0+1 0+0 0+2 0+3 0+2 | +7:55,8 |
| 8       | 6   | Finlandia · Suvi Minkkinen · Meri Maijala · Sami Orpana · Henri Lehtomaa                     | LPD 26:10,0 27:29.6 25:53,4               | 0+2 0+2 0+0 0+0 0+2 0+0 0+0 0+0 0+0 0+2 |         |
| 9       | 10  | Turcja · Nihan Erdiler · Büșra Güneş · Ahmet Üştüntaş · Organhazi Civil                      | LPD 31:15,7 27:29,7 28:36,3               | 1+5 0+4 1+3 0+3 0+0 0+1 0+0 0+0 0+2     |         |
| 10      | 7   | Kanada · Keely Macculloch · Jessica Paterson · Evan Girard · Reagan Mills                    | LPD 28:03,3 29:35,6 32:51,1               | 2+6 1+6 0+1 1+3 2+3 0+0 0+0 0+3 0+2     |         |
|         | 8   | Korea Południowa · Ham Hae-young · Jo Kyung-ran · Kim Chang-huyn · Son Sung-rack             | DNF 29:50,9 34:23,8 32:32,9               | 0+2 1+9 0+1 0+3 0+1 1+3 0+0 0+3         |         |